# کارل فن رکیتانسکی
کارل فن رکیتانسکی (آلمانی: Carl Freiherr von Rokitansky؛ ۱۹ فوریهٔ ۱۸۰۴ – ۲۳ ژوئیهٔ ۱۸۷۸) یک دانشمند در زمینه پزشکی و آسیب‌شناسی اهل اتریش بود.